# Peter George (tyngdlyftare)
Peter T. "Pete" George, född 29 juni 1929 i Akron i Ohio, död 28 juli 2021, var en amerikansk tyngdlyftare.
George blev olympisk guldmedaljör i 75-kilosklassen i tyngdlyftning vid sommarspelen 1952 i Helsingfors.